# Erlau (Schleusingen)
Erlau ist ein Ortsteil von Schleusingen im Landkreis Hildburghausen in Thüringen.

## Geografie
Erlau liegt am Südhang des Thüringer Waldes südöstlich von Suhl im unteren Tal der Erle und ist umgeben von etwa 600 Meter hohen Bergen. Nahe dem Ort beginnt das Biosphärenreservat Vessertal.

## Geschichte
Der Ort wurde 1144 erstmals urkundlich erwähnt und gehörte zur Grafschaft Henneberg bzw. deren Amt Schleusingen. Neben den Grundherren hatte auch das Kloster Veßra Rechte am Ort. Nachdem im Mittelalter Landwirtschaft, Viehzucht und Forstarbeit vorherrschten, gab es ab dem 16. Jahrhundert mehrere Schneid- und Mahlmühlen. 1611 wurden 489 Einwohner gezählt. Im Dreißigjährigen Krieg hatte der Ort sehr zu leiden, so ging die Zahl der Häuser von 80 im Jahr 1631 auf 48 im Jahr 1659 zurück, der Bevölkerungsverlust betrug rund zwei Drittel. Es dauerte bis ins frühe 19. Jahrhundert, bis die Verluste des Krieges wieder ausgeglichen waren.
1714 wurde aus einer ehemaligen Schneidmühle der Eisenhammer Erlau, der in der Zeit seines Betriebs bis 1884 vielen Einwohnern Arbeit bot. Ein weiterer wichtiger neuzeitlicher Erwerbszweig war die Wollenweberei, der 25 von 55 Handwerksbetrieben des Jahres 1841 nachgingen. Nach 1853 bot die Glashütte zwischen Raasen und Schleusingen Arbeit, 1914 entstand außerdem auch eine Glashütte in Erlau.
1815 kam der Ort mit dem kursächsischen Amt Schleusingen zum Kreis Schleusingen der neugebildeten preußischen Provinz Sachsen, bei dem er bis 1945 verblieb. Während des Zweiten Weltkrieges mussten in Erlau 91 Frauen und Männer vorwiegend aus Polen in der Landwirtschaft Zwangsarbeit leisten. Zu DDR-Zeiten war Erlau insbesondere ein Standort der Leuchtenproduktion. Ab 1967 erlangte der Ort außerdem nach der Errichtung eines Waldbads, eines Campingplatzes und mehrerer Ferienbungalows Bedeutung als Erholungsort.
Am 3. Oktober 1991 wurde Erlau in die Gemeinde St. Kilian eingegliedert. Diese wurde am 6. Juli 2018 nach Schleusingen eingemeindet.

## Verkehr
Durch Erlau führt die Landesstraße 3247 nach Schleusingen und Suhl.
Der Ort ist mit zwei Haltestellen in das Netz des WerraBus, einer Marke der RBA Regionalbus Arnstadt GmbH, integriert. Regelmäßige Verbindungen bestehen auf folgenden Linien:
- 200 Suhl–Hirschbach–Erlau–Schleusingen–Gottfriedsberg–Hildburghausen (stündlich, am Wochenende zweistündlich) → in Suhl Anschluss an den Regionalexpress von/nach Erfurt
- 201 Suhl–Altendambach–Hirschbach–Erlau–Breitenbach–Schleusingen (dreistündlich, kein Wochenendverkehr)
- 203 Suhl–Hirschbach–Erlau–Schleusingen–Ratscher–Waldau–Schönbrunn–Masserberg (zweistündlich, Mo–Fr)

Die Friedbergbahn ist seit 1997 stillgelegt, jedoch planen die Dampfbahnfreunde Mittlerer Rennsteig e. V. sie im Museumsverkehr zu befahren.

## Sehenswürdigkeiten
- Waldbad Erlau
- Kreuzeiche

## Persönlichkeiten
- Johann Caspar Kummer (1795–1870), Flötist, Komponist und Musikpädagoge